# Christian Bernhard Tauchnitz

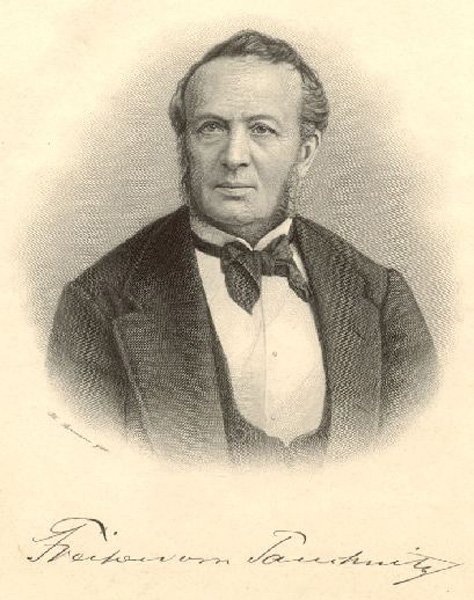
Christian Bernhard Tauchnitz

Christian Bernhard Tauchnitz, vanaf 1860: Baron von Tauchnitz (Schleinitz, 25 augustus 1816 - Leipzig, 13 augustus 1895) was een Duitse uitgever. Hij drukte de eerste paperbacks, die als voorloper van het hedendaagse pocketboek golden.

## Leven en werkzaamheden
Christian Bernhard Tauchnitz stamde uit een Leipziger uitgeversfamilie, wiens naam in de boekdruk- en uitgeverswereld in hoog aanzien stond. Op 12 juni 1837 trad hij in het huwelijk met Henriette Morgenstern (geb. 24 nov. 1817, Leipzig).

## Familieachtergrond
Christian Bernhards oom, Carl Christoph Traugott Tauchnitz (1761-1836), geboren in Großbardau (tegenwoordig een stadswijk van Grimma in Sachsen), had in 1796 een boekdrukkerij in Leipzig geopend en deze twee jaar later uitgebreid tot een uitgeverij, waarin hij vooral woordenboeken, bijbels en Griekse en Latijnse klassiekers in betaalbare stereotiepe uitgaven publiceerde. In 1834 verschenen hier ook een uitgave van de Koran van Gustav Flügel. Benedictus Gotthelf Teubner was hier toentertijd ook werkzaam tot hij zijn eigen boekdrukkerij begon en een eigen klassiekerreeks, de Bibliotheca Teubneriana naar voorbeeld van Tauchnitz, begon uit te geven.
Zijn zoon, Carl Christian Phillipp Tauchnitz (1798-1884), zette de zaak voort tot 1865 en verkocht deze toen aan O. Holtze. Nog tijdens zijn leven richtte hij meerdere stichtingen op tot nut van het algemeen belang. Hij liet zijn omvangrijke vermogen na aan de Stad Leipzig, die daarvan de Stiftung eines Menschenfreundes oprichtte. De Karl-Tauchnitz-Straat werd naar hem genoemd. Zijn grafsteen op het Leipziger kerkhof Nord werd door Hugo Licht vervaardigd.

## Nieuwe wegen
In 1837 begon Christian Bernhard Tauchnitz op een leeftijd van 21 jaar zijn eigen onderneming, een drukkerij met een uitgeverij onder de naam Bernhard Tauchnitz, waarin hij zich in het begin toelegde op de heruitgave van juridische werken. Zijn in 1841 gerealiseerde idee om betaalbare boeken uit de Engelse en Amerikaanse literatuur te produceren werd een groot succes. In 1848 verwierf Tauchnitz het Slot Kleinzschocher bij Leipzig, dat hij in 1865 liet verbouwen. In 1860 werd hij door Hertog Ernst II. von Sachsen-Coburg-Gotha als baron in de adelstand verheven en in 1877 werd hij benoemd tot lid van het Saksische Parlement. Van 1866 tot zijn dood was hij de consul-generaal in Groot-Brittannië voor het Koninkrijk Sachsen.
Zijn zoon Christian Karl Bernhard von Tauchnitz nam later de uitgeverij over, die bleef bestaan tot in 1943.

## DeTauchnitz uitgaven
Bernhard Tauchnitz had in 1841 het idee om een Library of British and American Authors uit te geven, die vooral scholieren, studenten en reizigers uit de Engelstalige gebieden moest aanspreken. Deze goedkope uitgaven, die in verschillende banden en prijsklassen werden gemaakt, waren een directe voorloper van het pocketboek. In 1868 breidde hij de reeks uit met een Engelstalige reeks Collection of German Authors, in 1886 gevolgd door Students' Tauchnitz editions.
De reeks Tauchnitz editions, die uiteindelijk uit meer dan 5800 banden bestond van meer dan 800 auteurs, is ook in zoverre opmerkelijk, omdat Tauchnitz als eerste directe exclusieve contracten afsloot met de auteurs en zelf hun honorarium betaalde, hetgeen tot dan toe niet gebruikelijk was. Het gelukte Tauchnitz regelmatig om de eerste uitgaven van Engelstalige auteurs gelijktijdig met de Britse eerste uitgave te laten verschijnen. Om deze reden zijn de Tauchnitz-uitgaven tegenwoordig een interessant en gewild verzamelobject.
Een der meest omvangrijke verzamelingen van Tauchnitz-uitgaven, de Todd-Bowden Collection of Tauchnitz editions bestaande uit ca. 6700 banden, werd in 1992 door de British Library verworven, onder andere met ondersteuning van de Duitse Kulturstiftung der Länder.